# Białowodzka Góra nad Dunajcem
Białowodzka Góra nad Dunajcem este o arie protejată (sit de importanță comunitară — SCI) din Polonia întinsă pe o suprafață de 67,65 ha, integral pe uscat.

## Localizare
Centrul sitului Białowodzka Góra nad Dunajcem este situat la coordonatele 49°41′23″N 20°37′59″E / 49.6897°N 20.633°E.

## Înființare
Situl Białowodzka Góra nad Dunajcem a fost declarat sit de importanță comunitară în decembrie 2012 pentru a proteja 1 specie de plante și 1 specie de animale.

## Biodiversitate
Situată în ecoregiunile alpină și continentală, aria protejată conține 3 habitate naturale: Păduri de fag Asperulo-Fagetum, Păduri de stejar și carpen Galio-Carpinetum, Păduri pe pante, grohotișuri și ravene de Tilio-Acerion.
La baza desemnării sitului se află mai multe specii protejate:
- plante (1): mușchi (Dicranum viride)
- nevertebrate (1): Euplagia quadripunctaria